# Animal Farm (film, 2025)
Animal Farm är en animerad fantasy-dramafilm från 2025, regisserad av Andy Serkis efter ett manus av Nicholas Stoller. Den är den tredje filmatiseringen av George Orwells roman Djurfarmen, efter Djuren gör revolt från 1954 och Djurfarmen från 1999.
Filmen premiärvisades på Annecys internationella festival för animerad film den 9 juni 2025.

## Rollista

### Engelska originalröster
- Andy Serkis – bonden Jones och Majoren
- Seth Rogen – Napoleon
- Glenn Close – Freida Pilkington
- Iman Vellani – Puff och Tammy
- Jim Parsons – fåret Carl
- Laverne Cox – Snöboll
- Gaten Matarazzo – Lucky
- Steve Buscemi – Whymper
- Woody Harrelson – Boxer
- Kieran Culkin – Tjalle
- Kathleen Turner – Benjamin

## Produktion
Andy Serkis har länge velat göra en film baserad på Orwells satiriska fabel. 2011 påbörjade han sin projekt, men den hamnade i produktionshelvete sen dess. Efter att han var klar med att regissera Venom: Let There Be Carnage, kunde han påbörja sin produktion. Tanken var från början att filmen skulle vara i motion capture men övergick till datoranimation istället. Han vill också att filmen ska bli en familjefilm och en moderniserad version av boken med "emotionellare djup och humor än originalboken". Tre brittiska animationsstudior ska animera filmen, vilket är Imaginarium Studios, Cinesite och Aniventure.